# KS Toruń HSA

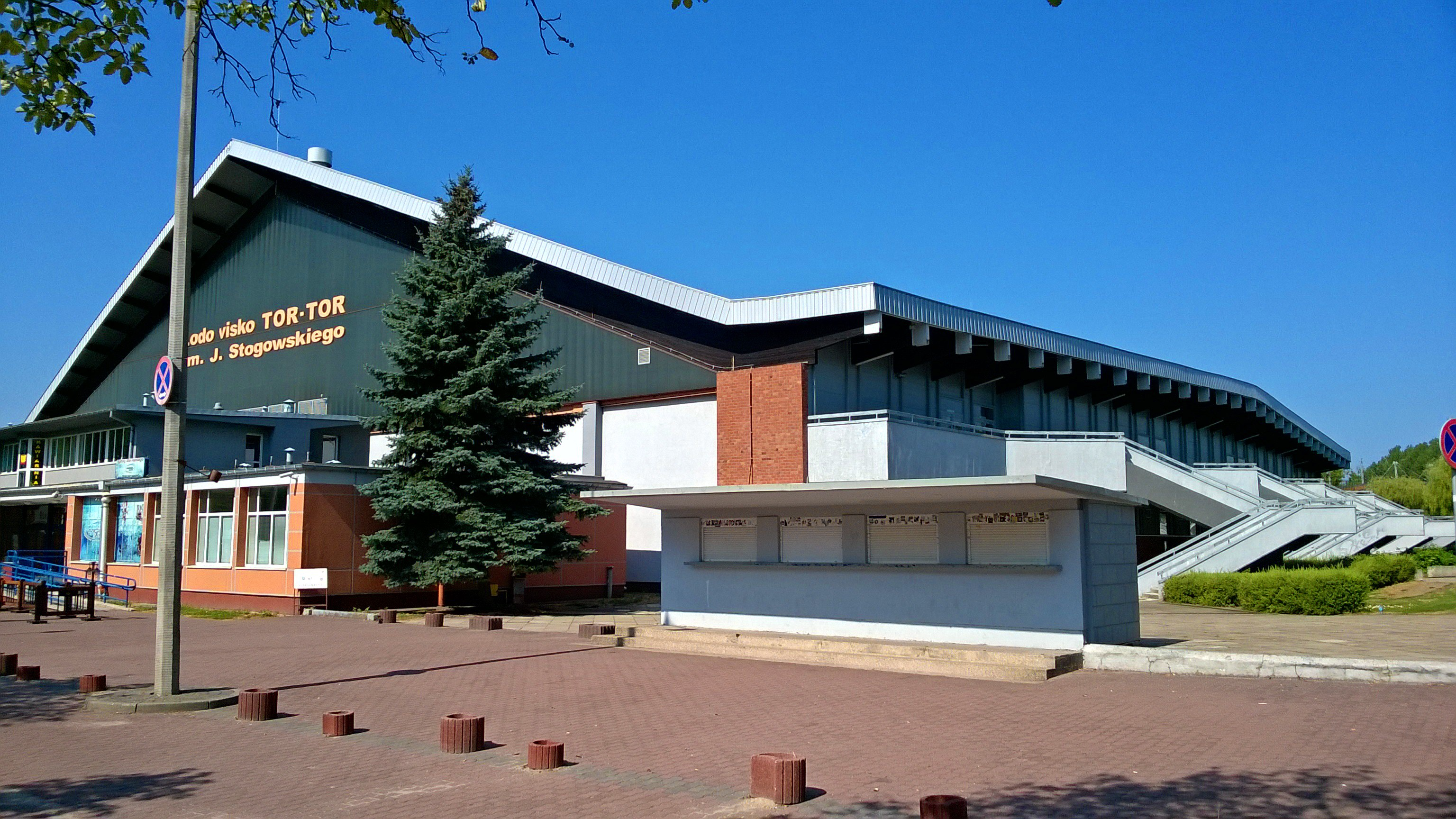
Lodowisko Tor-Tor im. Józefa Stogowskiego

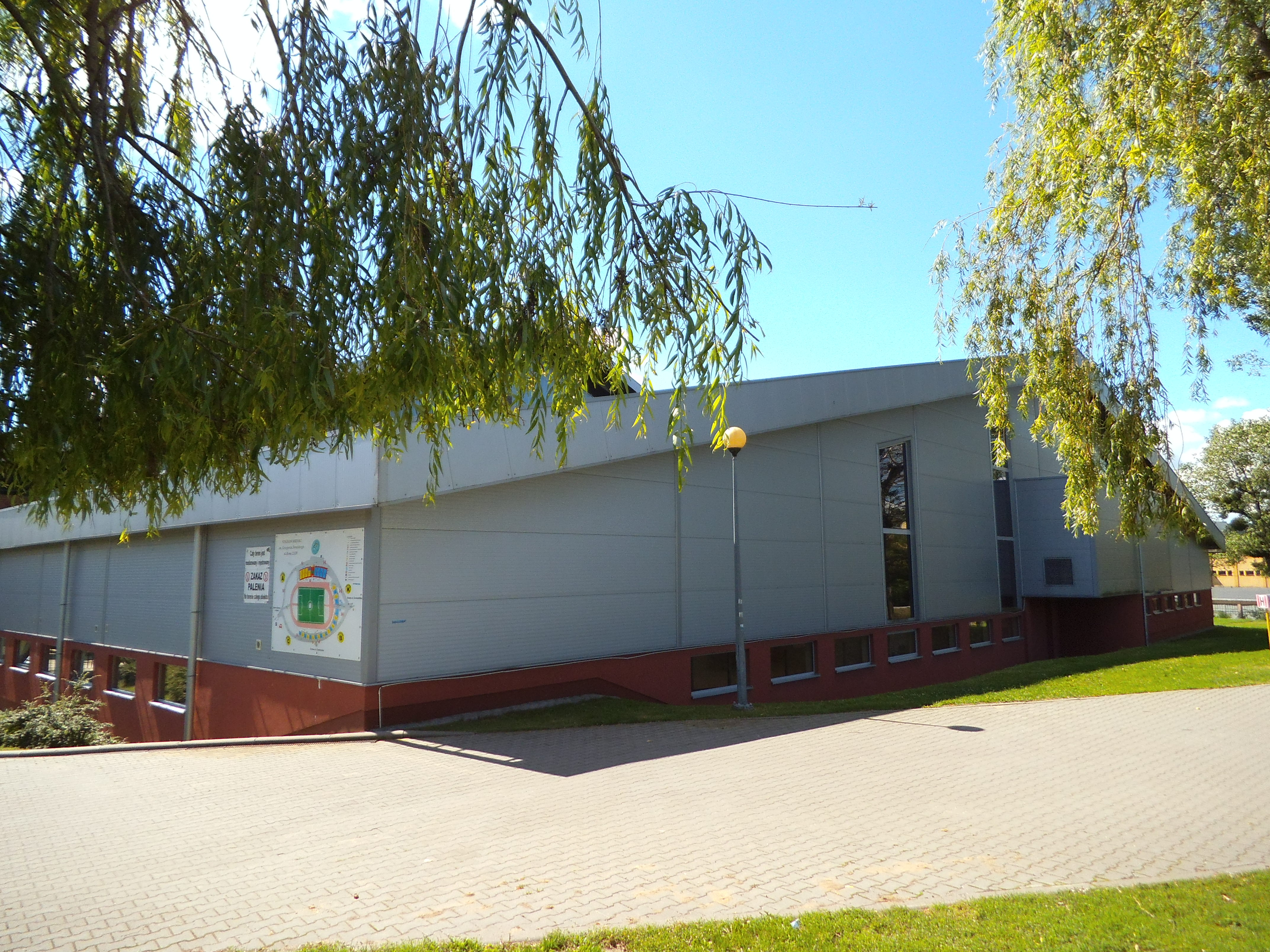
Lodowisko treningowe

Klub Sportowy Toruń HSA – polski klub hokejowy z siedzibą w Toruniu.

## Informacje ogólne
- Pełna nazwa prawna: Klub Sportowy Toruń Hokejowa Spółka Akcyjna
- Rok założenia: 2010
- Barwy: biało-czerwono-niebieskie
- Adres: ul. gen. Józefa Bema 23/29, 87-100 Toruń
- Lodowisko: Tor-Tor
- Pojemność: ok. 4000[potrzebny przypis] (w tym 2997 miejsc siedzących)
- Drużyna młodzieżowa: Sokoły Toruń
- Drużyna żeńska: Jaskółki Toruń

## Historia
Klub Sportowy Toruń HSA jest spadkobiercą tradycji TKH Toruń (oraz jego poprzedników), z którego w 2010 roku utworzono Hokejową Spółkę Akcyjną. Po spadku z ekstraligi hokejowej drużyny TKH Toruń w sezonie 2009/2010, klub został zdegradowany do I ligi. Następnie, barażach o jedno wolne miejsce w sezonie 2010/11 PLH, uczestniczyła drużyna pod nazwą Sokoły Toruń, w której występowali dotychczasowi zawodnicy TKH. W sezonie (2010/2011) I ligi toruńska drużyna występowała pod nazwą Nesta Toruń i wygrała w nim wszystkie rozegrane mecze, po czym awansowała do ekstraligi. Od tego czasu klub występował pod nazwą sponsorską Nesta Karawela Toruń. Od października 2012 roku klub utracił sponsoring ze strony firmy Karawela. 9 października 2012 roku władze klubu poinfmowowały pierwotnie o wycofaniu drużyny z rozgrywek PLH, jednak następnie wycofały się z tej decyzji. Ostatecznie 15 października 2012 roku klub został definitywnie wycofany z ligi. W lutym 2013 roku klub zatrudnił nowego trenera, Andrzeja Masewicza i rozpoczął przygotowania do przystąpienia do sezonu I ligi w sezonie 2013/2014. W czerwcu 2013 została przedłużona umowa sponsorska z firmą Nesta, a w sierpniu zaprezentowany nowy wzór koszulek meczowych. Pod koniec lipca 2015 klub otrzymał licencję na grę w rozgrywkach Polskiej Hokej Ligi i został przyjęty do sezonu 2015/2016. W sezonie 2016/2017 Nesta przegrała rywalizację utrzymanie w lidze z zespołem z Gdańska. W 2018 roku klub powrócił do Polskiej Hokej Ligi.

## Dotychczasowe nazwy toruńskich klubów
- TKS Toruń (1922–1930)
- Gryf Toruń (1929–1937)
- Toruński Klub Sportów Zimowych (1931–1935)
- Pomorzanin Toruń (1935–1988)
  - Kolejarz Toruń (1949–1955)
- Towimor Toruń (1988–1994)
- Toruńskie Towarzystwo Hokejowe (1994–1999)
  - TTH Metron Toruń (1994–1997)
  - Filmar Toruń (1998–1999)
- Toruński Klub Hokejowy (2001–2010)
  - TKH Eurostal Toruń
  - TKH ThyssenKrupp Energostal Toruń
  - TKH Nesta Toruń (2008–2010)
- Klub Sportowy Toruń Hokejowa Spółka Akcyjna (2010–)
  - Nesta Toruń (2010–2011)
  - Nesta Karawela Toruń (2011–2012)
  - Nesta Toruń (2012–2015)
  - Nesta Mires Toruń (2015–2018)[18]
  - KH Energa Toruń (2018–)

## Sukcesy
- Mistrzostwa Polski:
  - 2 miejsce (1): 1968
  - 3 miejsce (5): 1928, 1950, 1967, 1969, 1996

- Puchar Polski:
  - Zdobywca (1): 2005
  - Finalista (2): 2003, 2021

- I liga:
  - 1 miejsce (6): 1959, 1965, 1988, 2002, 2011, 2018

- Mistrzostwa Polski Juniorów (Pomorzanin, MKS Sokoły):
  - 1 miejsce (2): 1957, 2012
  - 2 miejsce (6): 1954, 1955, 1958, 1965, 1971, 2010
  - 3 miejsce (7): 1959, 1961, 1968, 1972, 2013, 2014, 2015

## Szkoleniowcy
| - Kazimierz Osmański (1946–1958,1963) - Lucjan Dybowski (1958–1962, 1963–1964) - Vladimir Svoboda (1967–1970) - Henryk Bromowicz (1970–1973) - Józef Kurek (1973–1976) - Miroslav Novy (1976–?) - Ludwik Czachowski (1986–1988) - Wasilij Bastiers (1988–1989) - Boris Barabanow (1989–1991) - Stanisław Byrski (1994–1995) - Józef Stefaniak (1995–1996) - Leszek Minge (1997–1999) - Peter Rossak (2000–2003) - Bogdan Wawrzyński (2004) - Jarosław Morawiecki (2004–2006) |  | - Aleksandr Zaczesow (2006) - Miroslav Doležalík (2006–2007) - Andrzej Masewicz (2007) - Marian Pysz (2007–2008) - Jarmo Tolvanen (2008–2009) - Tomasz Rutkowski (2009–2010) - Łukasz Kiedewicz (2009–2010) - Wiesław Walicki i Marek Górecki (2010–2011) - Jaroslav Lehocký (2011–2012) - Andrzej Masewicz (2013–2015) - Aleh Małaszkiewicz (2015) - Leszek Minge (2015–2017) - Juryj Czuch (2017–2021) - Jussi Tupamäki (2021-2022) - Teemu Elomo (2022-2023) - Juha Nurminen (2023-) |

## Zawodnicy

### Kadra w sezonie2024/2025
Na podstawie źródła:
| Bramkarze: - Maksymilian Lisewski - Mateusz Studziński - Anton Svensson Obrońcy: - Jakub Gimiński - Jesper Henriksson - Adrian Jaworski - Albin Thyni Johansson - Oliwier Kurnicki - Kazuki Lawlor - Eryk Schafer - Pauls Svars - Mateusz Zieliński |  | Napastnicy: - Robert Arrak – kapitan - Rusłan Baszyrow - Andrij Denyskin - Deniss Fjodorovs - Mikael Johansson - Kamil Kalinowski - Michał Kalinowski - Patryk Kogut - Jakub Kwiatkouski - Szymon Maćkowski - Patryk Napiórkowski - Mikko-Matti Paakkola - Julius Persson - Jakub Prokurat - Mikałaj Syty - Julius Vähätalo - Kacper Ziarkowski |